# Pandiaka fasciculata
Pandiaka fasciculata är en amarantväxtart som beskrevs av Karl Suessenguth. Pandiaka fasciculata ingår i släktet Pandiaka och familjen amarantväxter. Inga underarter finns listade i Catalogue of Life.